# Topkoeling
Topkoeling is een systeem voor het koelen van gebouw met als doel het afvlakken van de temperatuurtoppen in het dagelijkse verloop van de binnentemperatuur. Topkoeling is dus eigenlijk beperkte koeling, waarbij de ‘toppen’ van de binnentemperaturen worden afgevlakt. Het kan dus in het gebouw nog steeds zo warm worden dat gebruikers het als oncomfortabel ervaren.
In een gebouw kan in de zomer de temperatuur gedurende de dag oplopen en dat kunnen de gebruikers als minder prettig ervaren. De hoogte van de binnentemperatuur kan zowel door ventilatie (passieve koeling met koudere buitenlucht) als door  airconditioning (actieve koeling) worden verlaagd. Met topkoeling kunnen de toppen in het temperatuurverloop in het gebouw worden afgevlakt. 
De veelgebruikte definitie is dat met topkoeling de binnentemperatuur moet kunnen worden begrensd tot 3-8 graden onder de buitentemperatuur. 
Om tot een betere definitie te komen heeft de Rijksgebouwendienst (Rgd) beschreven hoe zij het comfort in haar gebouwen wenst (TK11117.02 juni 1991). Haar definitie staat zeer hoge temperaturen toe, maar beperkt de duur van deze temperaturen tot een totaal van hoogte gewogen waarden. Deze definitie gestoeld op de theorie van Fanger kan soms wel en soms niet met topkoeling worden bereikt. Zij is algemeen aanvaard als de Rgd-richtlijn of Rgd-norm voor topkoeling.